# Carlo Maria Giulini

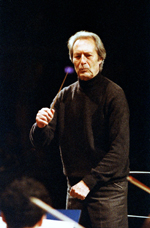
Carlo Maria Giulini

Carlo Maria Giulini (* 9. Mai 1914 in Barletta, Provinz Barletta-Andria-Trani; † 14. Juni 2005 in Brescia, Lombardei) war ein italienischer Dirigent.

## Leben
Giulini wuchs in Bozen auf und sprach daher neben Italienisch auch fließend Deutsch. Er studierte von 1930 an Geige, Komposition und Dirigieren an der Accademia di Santa Cecilia in Rom, wurde danach Bratschist und wechselte 1944 in die Dirigentenlaufbahn.
Von 1946 bis 1951 dirigierte er das RAI-Rundfunkorchester in Rom und ab 1950 das neu gegründete RAI-Orchester von Mailand. Sein Operndebüt gab er 1948 in Bergamo mit Verdis La traviata, sein Debüt an der Mailänder Scala erfolgte 1952 mit La vida breve (Das kurze Leben) von de Falla. Von 1953 bis 1956 war er an der Scala Nachfolger de Sabatas, hier war er u. a. 1954 an der berühmten Traviata-Inszenierung mit Maria Callas unter der Regie von Luchino Visconti beteiligt. 1955 hatte er in Chicago sein USA-Debüt. Seit 1956 arbeitete er ohne feste Bindung an ein Orchester, häufig mit dem Philharmonia Orchestra in London. Er konzentrierte sich ab 1967 auf Sinfoniekonzerte, vor allem auf die Werke Bruckners, Brahms’ und Mahlers. Erst 1982 dirigierte er wieder eine Oper, den Falstaff von Verdi, in Los Angeles.

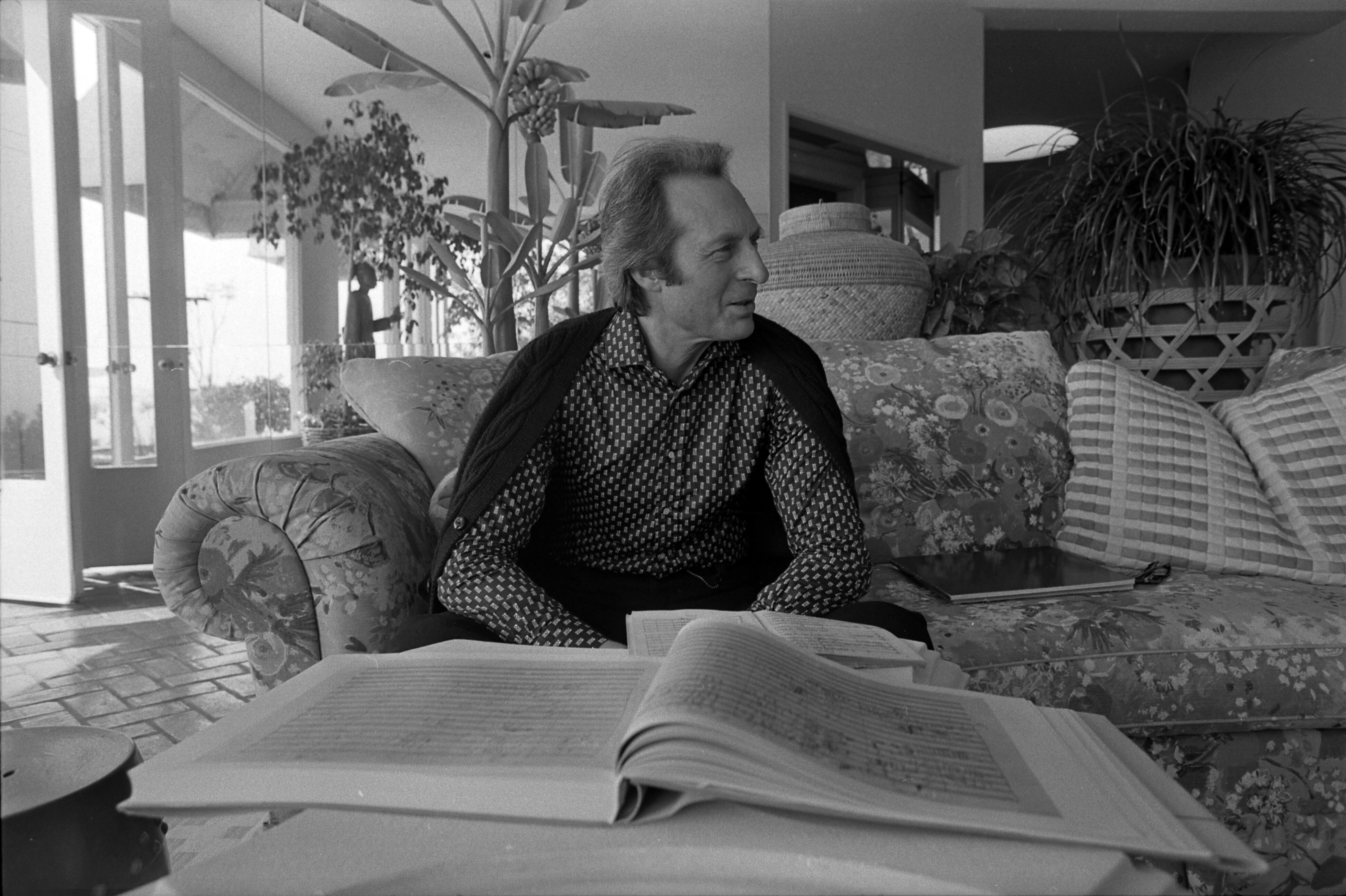
Carlo Maria Giulini (1978)

Von 1969 bis 1978 war er Gastdirigent („principal guest director“) des Chicago Symphony Orchestra, von 1973 bis 1976 als Nachfolger von Josef Krips Chefdirigent der Wiener Symphoniker, von 1978 bis 1984 des Los Angeles Philharmonic Orchestra. 1998 beendete er seine Dirigiertätigkeit. Zu seinem Lebenswerk gehören zahlreiche Schallplatteneinspielungen, unter anderem mit den Wiener Philharmonikern, zu deren wichtigsten Dirigenten Giulini über viele Jahre hinweg zählte.
Giulini war seit 1976 Ehrenmitglied der Gesellschaft der Musikfreunde in Wien.
Nach einer längeren Krankheit starb Giulini am 14. Juni 2005 in Brescia und wurde am 16. Juni in der Familienkapelle in Bozen beigesetzt.

## Auszeichnungen
- 1978: Anton-Bruckner-Ring
- 1980: Goldmedaille der Internationalen Gustav Mahler Gesellschaft Wien[1]
- 1988 wurde er mit einem Antonio-Feltrinelli-Preis ausgezeichnet.
- 1997/98: Premio Abbiati